# Theater-, Film- und Medienwissenschaft
Theater-, Film- und Medienwissenschaft (TFM) ist ein geisteswissenschaftlicher Studiengang, der aus den Theater-, Film- und Fernsehwissenschaft(en) (TFF) hervorgegangen ist. Er wird oder wurde unter anderem an den Hochschulen in Bochum, Frankfurt, Köln und Wien angeboten. Er kombiniert Theaterwissenschaft, Filmwissenschaft  und Medienwissenschaft.

## Lehrangebot
Das Wiener Institut für Theater-, Film- und Medienwissenschaft, das einzige in Österreich, ist mit vier Professuren das größte derartige Universitätsinstitut im deutschsprachigen Raum. An der Goethe-Universität Frankfurt wurde TFF in den 1980er-Jahren als Nebenfach angeboten. Seit der Gründung des TFM-Instituts ist es auch als Hauptfach studierbar. Langjähriger Leiter des Instituts für Theater-, Film- und Medienwissenschaft in Frankfurt war Hans-Thies Lehmann. Leiter des Instituts für Theater-, Film- und Fernsehwissenschaft in Köln ist Lutz Ellrich (Stand: April 2016). Die Ruhr-Universität Bochum bietet im Sommersemester 2016 statt TFM die Einzelfächer „Film und Audiovisuelle Medien“, „Medienwissenschaft“, „Szenische Forschung“ und „Theaterwissenschaft“ an.